# Winter-Paralympics 2018/Teilnehmer (Armenien)
| stlisierte Goldmedaille | stlisierte Silbermedaille | stlisierte Bronzemedaille |
| ----------------------- | ------------------------- | ------------------------- |
| —                       | —                         | —                         |

Armenien schickte bei den Winter-Paralympics 2018 in Pyeongchang einen Athleten an den Start.

## Sportarten

### Skilanglauf
| Athlet        | Klasse | Wettbewerb      | Qualifikation | Qualifikation | Halbfinale    | Halbfinale    | Finale        | Finale        | Gesamt |
| Athlet        | Klasse | Wettbewerb      | Zeit          | Rang          | Zeit          | Rang          | Zeit          | Rang          | Rang   |
| Männer        | Männer | Männer          | Männer        | Männer        | Männer        | Männer        | Männer        | Männer        |        |
| ------------- | ------ | --------------- | ------------- | ------------- | ------------- | ------------- | ------------- | ------------- | ------ |
| Stas Nasarjan | LW12   | Sprint, sitzend | 4:41,11       | 33            | ausgeschieden | ausgeschieden | ausgeschieden | ausgeschieden | 33     |